# Pantern 6

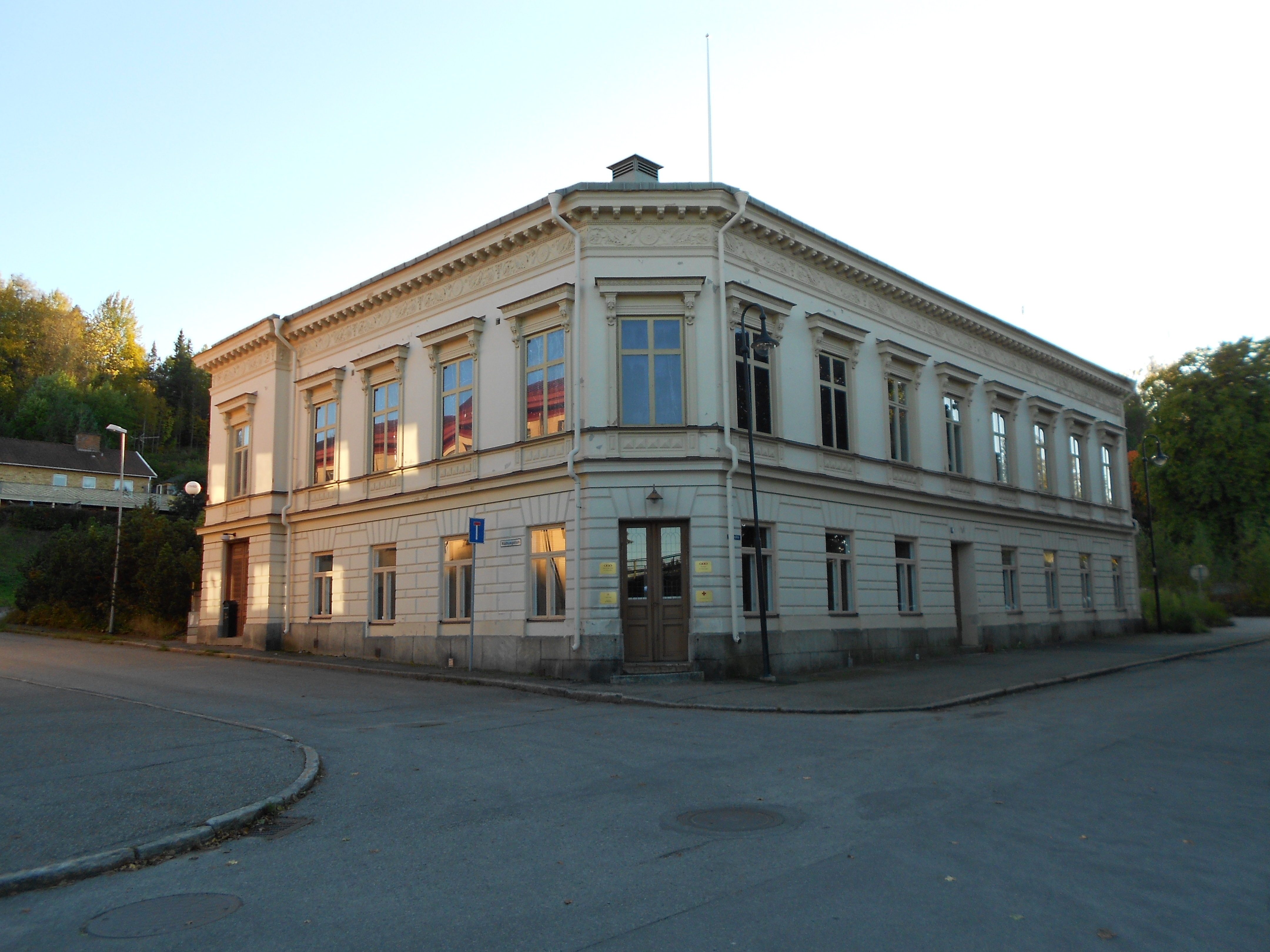
Pantern 6.

Pantern 6 är en byggnad i kvarteret Pantern i hörnet av Västra Storgatan och Rådhusgatan i Söderhamn.
Pantern 6 uppfördes 1883 som bostadshus åt grosshandlaren Lorentz Edling efter ritningar av Johan Erik Stenberg. Efter Edlings död blev fastigheten efter hans testamente ett hem för pauvres honteux under namnet Edlingska stiftelsen men ändrades 1925 till ordenslokaler åt Odd Fellow-logen Helsingia, som 1956 inköpte fastigheten. Odd Fellow Helsingia har ännu 2018 sin verksamhet där.